# Belägringen av Alexandria
Belägringen av Alexandria ägde rum mellan den 17 augusti och 2 september 1801 under franska revolutionskrigen. De stridande var fransmän och britter och detta var de sista striderna under det egyptiska fälttåget.
Fransmännen hade ockuperat Alexandria, en stor befäst hamnstad i Nildeltat i norra Egypten, sedan den 2 juli 1798. Ett slag mellan fransmän och britter utkämpades den 21 mars 1801. Fransmännen kapitulerade till britterna den 2 september 1801 och fick enligt kapitulationsvillkoren behålla sina personliga vapen och sitt bagage och sändes tillbaka till Frankrike med brittiska skepp. Emellertid fick alla franska skepp och kanoner i Alexandria överlämnas till britterna.